# James FitzGibbon

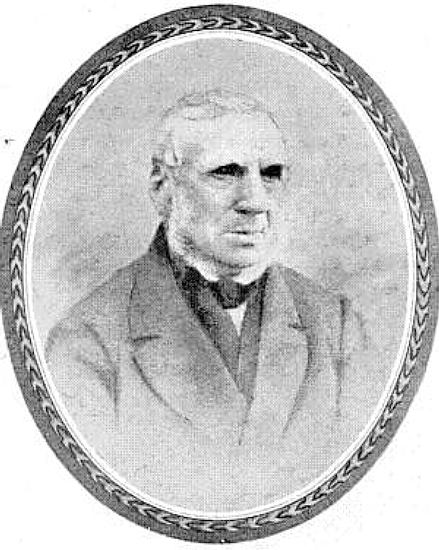
James FitzGibbon

James FitzGibbon (* 16. November 1780 in Glin, County Limerick, Irland; † 12. Dezember 1863 in Windsor Castle, England) war ein britisch-irischer Soldat und Beamter und gilt in Kanada als Held des Kriegs von 1812 mit den USA.

## Leben
James FitzGibbon wurde 1780 als Sohn eines Bauern und Webers in Irland geboren. Er verließ die Schule mit elf Jahren und wurde mit 15 Mitglied der Leibwache des Herren von Glin, wo er bald Sergeant wurde. 1798 trat er in die Tarbert Infantry Fencibles ein, ein Home Service-Regiment (eine Art Miliz). Von dort aus kam er in das 49. Infanterieregiment der British Army, mit dem er 1799 an einem Feldzug in Holland teilnahm. An der Seeschlacht von Kopenhagen von 1801 nahm er als Marineinfanterist teil, zeichnete sich hierbei aus und erhielt dafür die Naval General Service Medal. 1802 kam er mit dem 49. Infanterieregiment nach Kanada.
Sein Kommandeur, Lieutenant-Colonel Isaac Brock, sah in ihm einen überdurchschnittlich fähigen Soldaten, ermutigte ihn darin, sich fortzubilden, beförderte ihn 1802 zum Sergeant-Major und 1806 zum Ensign. FitzGibbon war dadurch einer der damals seltenen Fälle, in denen ein Soldat aus den Mannschaftsrängen zum Offizier aufstieg. 1809 wurde er Lieutenant. Nach dem Ausbruch des Kriegs von 1812 mit den USA zeichnete er sich mehrfach bei selbstständigen Kommandos aus. Nach einer Beteiligung an der siegreichen Schlacht bei Stoney Creek, vor der er angeblich in Verkleidung das US-Lager ausspionierte, erhielt er den Befehl über eine Truppe von 50 Mann und den Auftrag, die amerikanischen Truppen in der von diesen besetzten kanadischen Grenzfestung Fort George zu beunruhigen und zu beobachten. In dieser guerillaartigen Kriegsführung war er so erfolgreich, dass die Amerikaner etwa 500 Mann detachierten, um ihn zu vertreiben oder gefangen zu nehmen. FitzGibbon wurde durch Laura Secord gewarnt, die durch ihren gefährlichen Fußmarsch zur kanadischen Nationalheldin wurde, und konnte mit seinen Soldaten und etwa 400 Indianern unter den Hauptleuten William J. Kerr and Dominique Ducharme in der Nähe seines Standorts Beaver Dams einen Hinterhalt vorbereiten. In der Schlacht bei Beaver Dams am Morgen des 24. Juni gelang es FitzGibbon nach einem dreistündigen Kampf, die Amerikaner zur Kapitulation zu überreden, indem er ihnen eine wesentlich größere Zahl britischer Soldaten vorspiegelte und ihre Angst vor den Indianern ausnutzte. Der Ruhm für diesen mit Hilfe der Indianer und Laura Secord errungenen Erfolg fiel weitgehend auf FitzGibbon, der mit einer Goldmedaille und dem Rang eines Captains bei den Glengarry Light Infantry Fencibles, einer Milizeinheit, belohnt wurde. Den Rest des Krieges kam er vor allem bei Beobachtungs- und Aufklärungsmissionen zum Einsatz, nahm aber 1814 auch an der blutigen Schlacht bei Lundy’s Lane teil. Im selben Jahr heiratete er Mary Haley. Aus der Ehe mit ihr überlebten vier Söhne und eine Tochter.
Nach der Auflösung der Glengarry Light Infantry Fencibles 1816 blieb er bis 1825 bei halber Bezahlung Offizier außer Dienst und trat dann durch den Verkauf seines Offizierspatents aus der Armee aus. 1826 wurde er Colonel der Miliz. 1816 begann er eine Karriere in der Kolonialverwaltung, die ihn auf zahlreiche verschiedene Posten der Militär- und zivilen Verwaltung führte. Mehrere dieser Ernennungen waren eher der Protektion der Gouverneure als tatsächlichen Leistungen zu verdanken, was FitzGibbon der Kritik liberaler Reformer wie William Lyon Mackenzie aussetzte. Er spielte auch eine prominente Rolle als Freimaurer in Kanada. Unbestritten sind seine Verdienste um die Integration der irischen Einwanderer. Mehrfach vermittelte er bei Konflikten, befriedete Unruhen und Krawalle durch mutiges Eingreifen (so 1824, 1832, 1833 und 1836) und baute Spannungen zwischen protestantischen und katholischen Iren ab, in dem er z. B. die Paraden des Oranier-Ordens zu unterbinden versuchte. Eine wichtige Rolle spielte FitzGibbon bei der Niederschlagung der Oberkanadischen Rebellion von 1837. Er sah den Ausbruch des Aufstands frühzeitig voraus und traf eigenmächtig Vorkehrungen, als Gouverneur Sir Francis Bond Head sich weigerte, dies zu tun. Bei der Benennung eines Oberbefehlshabers für den Angriff auf die Armee der Rebellen bei Toronto am 7. Dezember 1837 wurde FitzGibbon von Head zunächst übergangen und erst auf nachdrückliche Proteste hin zum Kommandeur ernannt. Nachdem er die etwa 1.000 Mann zählenden Regierungstruppen zum Sieg über die von Mackenzie kommandierten Aufständischen geführt hatte, trat er am folgenden Tag aus Protest gegen die Behandlung durch Head zurück.
In den folgenden Jahren wurde FitzGibbons Leben zunehmend durch seine wachsenden finanziellen Schwierigkeiten überschattet. Versuche verschiedener Stellen, seine Verdienste durch Schenkungen von Land oder Geldzahlungen zu würdigen, scheiterten an Einwänden oder am Desinteresse der britischen Regierung oder kanadischer Stellen. Erst 1845 gewährte ihm der Gesetzgebende Rat von Kanada eine Zahlung von 1.000 Pfund, die jedoch lediglich die Hälfte seiner Schulden ausmachte. Seine Position als Beamter des Gesetzgebenden Rates, die er seit 1841 innegehabt hatte, verlor er 1846 durch zwangsweise Pensionierung, weil er das Gehalt bezogen, aber die Tätigkeit nicht mehr ausgeübt hatte. Die permanenten finanziellen Sorgen und die erlittenen Zurücksetzungen und Demütigungen machten FitzGibbon verbittert und streitsüchtig; nach dem Urteil eines Freundes wurde er sich selbst zum ärgsten Feind.
1847 verließ er Kanada und ging nach England, wo er zum Military Knight of Windsor ernannt wurde. Als solcher verbrachte er den Rest seines Lebens in Windsor Castle als Militärpensionär. 1863 starb er im Alter von 83 Jahren und wurde in der Krypta der St George’s Chapel von Windsor Castle bestattet.